# Joanna Pacuła
Joanna Pacuła (AFI: [jɔˈanːa paˈt͡suwa]; Tomaszów Lubelski, 2 de enero de 1957) es una actriz polaca que se desempeña en Estados Unidos.
Hizo su debut en películas polacas de la segunda mitad de la década de 1970, incluida la famosa película de Krzysztof Zanussi Camouflage (1977).
En 1981, cuando las autoridades comunistas decretaron la ley marcial en Polonia, Pacuła estaba en París. No regresó a su país, y en 1982 emigró a Estados Unidos, donde debutó con Gorky Park.
La mayoría de los roles de Pacuła son heroínas de origen europeo o no estadounidense. Entre los filmes más notables de Pacuła se encuentran Escape de Sobibor (1987), The Kiss (1988), Marked for Death (1990), Warlock: The Armageddon (1993), Tombstone (1993), The Silence of the Hams (1994), The Haunted Sea (1997) y Virus (1999).